# C22H26O3
化学式C22H26O3（摩尔质量：338.44 g/mol）可能指：
- 苄呋菊酯，混合CAS号：10453-86-8 
  - 生物苄呋菊酯（(R,R)-异构体），CAS号：28434-01-7 
  - 顺式苄呋菊酯（荷兰语：Cismetrine）（(R,S)-异构体），CAS号：35764-59-1

|  | 这个同类索引页列出了具有相同分子式的化学物（即同分異構體）条目。 除非您是有意链接至本页，否则应将相应条目的内部链接指向正确的条目。 |